# Ln (یونیکس)

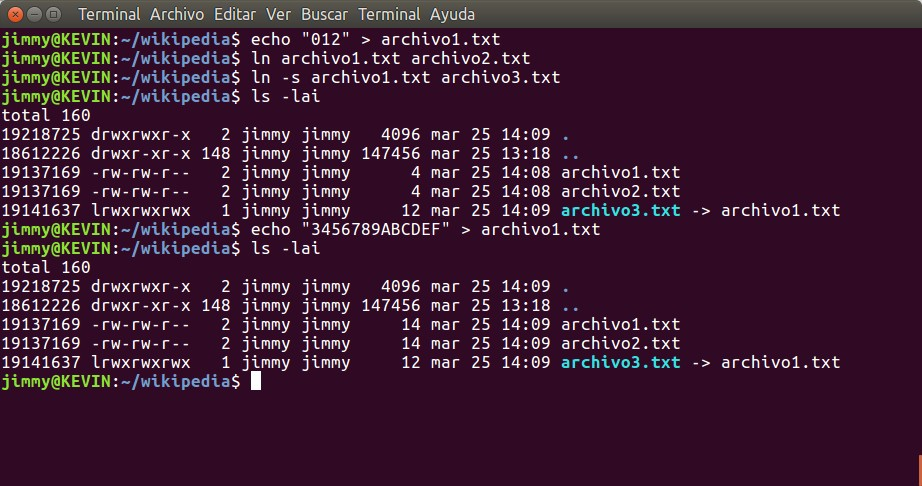
ساخت چندین لینک سخت و لینک نمادین برای چند فایل متنی

ln (برگرفته از واژهٔ link) یکی از دستورهای خط فرمان یونیکس است و کاربرد آن برای ایجاد لینک سخت و لینک نرم است.
نحوه استفاده:
```
ln
 
[
OPTION
]
...
 
[
-T
]
 
TARGET
 
LINK_NAME

```

استفاده از گزینه -s باعث می‌شود تا به جای لینک سخت، لینک نرم ایجاد شود.